# Khumba
Khumba es una película sudafricana de animación por computadora en 3D del género comedia, estrenada en 2013. Fue realizada por la compañía local Triggerfish Animation Studios, dirigida y producida por Anthony Silverston, escrita por Silverston y Raffaella Delle Donne, y protagonizada por las voces de Jake T. Austin, Steve Buscemi, Loretta Devine, Laurence Fishburne, Richard E. Grant, AnnaSophia Robb, Catherine Tate, y Liam Neeson. 
En España la película ha sido distribuida por Kiss Comunicación.
La película fue realizada en memoria de Reinhold Rau, fundador del Proyecto de mejora de Quagga, quien murió el 11 de febrero de 2006, al intentar resucitar a un quagga extinguido.

## Trama
La película trata sobre Khumba, una cebra con solo la mitad de su cuerpo a rayas a la que todos culpan por la falta de lluvias.
Debido a la gran presión de la manada, Khumba decide embarcarse en una audaz misión para conseguir todas las rayas que le faltan.
En su búsqueda del legendario pozo de agua del que todas las cebras obtuvieron sus preciadas líneas, la cebra conoce a una serie de personajes muy extravagantes: Mamá V, un ñu sobreprotector y Bradley, un obsesionado avestruz.
Pero antes de que pueda reunirse de nuevo con su manada, Khumba tendrá que enfrentarse cara a cara con el malvado Phango, un leopardo sádico que controla todos los pozos de agua de la zona y aterroriza a todos los animales en el Gran Karoo.
A lo largo del viaje y de las nuevas experiencias, Khumba comienza a aprender que la diversidad es esencial para la supervivencia y que la diferencia hace que uno pueda ser la fuerza de toda la manada.

## Reparto
- Jake T. Austin es Khumba la Cebra.
- Steve Buscemi es Skalk el Licaón.
- Loretta Devine es Mama V la Ñu.
- AnnaSophia Robb es Tombi la Cebra.
- Laurence Fishburne es Seko la Cebra.
- Richard E. Grant es Bradley el Avestruz.
- Catherine Tate es Nora la Oveja.
- Liam Neeson es Phango el Leopardo.
- Anika Noni Rose es Lungisa la Cebra.
- Ben Vereen es Mkhulu la Cebra.
- Charlie Adler es Damán de El Cabo #1.
- Dee Bradley Baker es padre Suricata, Dassie Chorus (Damán de El Cabo).
- Jeff Bennett es Conejo ribereño de Sudáfrica, Anciano Cebra #3.
- Mason Charles es Chico Suricato.
- Jennifer Cody es Fifi la Cebra.
- Kathryn Cressida es Animadora Cebra #2.
- Greg Ellis es Anciano Cebra #1, Thabo la Cebra.

### Reparto en la versión original
- Rodger Bumpass es Skalk.
- Roger L. Jackson es Phango.
- Phil LaMarr es Seko.
- Zolani Mahola es Tombi.
- André Sogliuzzo es Black Eagle.

## Música
La banda sonora de la película fue compuesta y orquestada por Bruce Retief, con composición de música adicional por Zwai Bala. Entre las canciones escritas por Retief podemos encontrar las siguientes:
- "The Real Me" interpretada por Loysio Bala, quien también escribió la letra conjuntamente con Retief. La canción fue producida por Ebrahim Malium, Retief, David Langemann y Ashley Valentine.
- "Sulila" interpretada por Heavenly Quartez, y producida por Retief.
- "Karoo Montage" interpretada por the Karoo Children's Choir, y producida por Retief.
- "Ostracized" interpretada por Richard E. Grant, quien presta su voz a Bradley el avestruz en la película. La canción fue producida por Retief, contando con la ayuda de Lucien Lewin al mando de la orquesta.

## Recepción

### Reconocimientos
| Premio                       | Categoría                                 | Premiado              | Resultado |
| ---------------------------- | ----------------------------------------- | --------------------- | --------- |
| Africa Movie Academy Awards  | Mejor película animada                    | Anthony Silverston    | Ganador   |
| SAFTAs 2014                  | Mejor composición musical de una película | Bruce Retief          | Ganador   |
| SAFTAs 2014                  | Mejor película animada                    | Triggerfish Animation | Ganador   |
| Gold Panda Awards            | Mejor largometraje animado                | Triggerfish Animation | Ganador   |
| Gold Panda Awards            | Gran Premio de Animación                  | Triggerfish Animation | Ganador   |
| Annecy Animation Festival    | Mejor largometraje                        | Anthony Silverston    | Nominada  |
| Stuttgart Animation Festival | Animovie                                  | Anthony Silverston    | Nominada  |

### Críticas
En Rotten Tomatoes, la película tiene un índice de aprobación del 44% según 18 reseñas. En Metacritic, la película tiene una puntuación de 40 sobre 100 según las reseñas de 6 críticos, lo que indica "críticas mixtas o promedio".